# نيكولا بوفير
نيكولا بوفير هو كاتب ومصور سويسري، ولد في 6 مارس 1929 في لانسي في سويسرا، وتوفي في 17 فبراير 1998 في جنيف في سويسرا.

## وصلات خارجية
- نيكولا بوفير على موقع ديسكوغز (الإنجليزية)